# Neohattoria
Neohattoria là một chi rêu trong họ Jubulaceae.